# Podciemno
Podciemno – wieś na Ukrainie w rejonie lwowskim (wczesniej w rejonie pustomyckim) należącym do obwodu lwowskiego. 
W II Rzeczypospolitej wieś w powiecie lwowskim województwa lwowskiego. W 1944 nacjonaliści ukraińscy z OUN-UPA zamordowali tutaj 7 Polaków.
W Podciemnem urodził się Franciszek Mucha (1886–1941) – major piechoty Wojska Polskiego.